# دوبرومیلیتسه
دوبرومیلیتسه (به چکی: Dobromilice) یک منطقهٔ مسکونی در جمهوری چک است که در ناحیه پروستییوو واقع شده‌است. دوبرومیلیتسه ۷٫۹۶ کیلومتر مربع مساحت و ۸۷۳ نفر جمعیت دارد و ۲۱۸ متر بالاتر از سطح دریا واقع شده‌است.